# UCI Europa Tour 2006-2007
L'UCI Europa Tour 2006-2007 va ser la tercera edició de l'UCI Europa Tour, un dels cinc circuits continentals de ciclisme de la Unió Ciclista Internacional. Estava formada per més de 300 proves, organitzades del 15 d'octubre de 2006 al 16 d'octubre de 2007 a Europa.

## Evolució del calendari

### Octubre 2006
| Data | Cursa                                    | País    | Cat. | Vencedor            | Equip                     |
| ---- | ---------------------------------------- | ------- | ---- | ------------------- | ------------------------- |
| 15   | Crono de les Nacions-Les Herbiers-Vendée | França  | 1.1  | Raivis Belohvoščiks | Universal Caffè-Ecopetrol |
| 17   | Premi Nacional de Clausura               | Bèlgica | 1.1  | Gorik Gardeyn       | Unibet.com                |

### Febrer
| Data    | Cursa                                 | País     | Cat. | Vencedor            | Equip                  |
| ------- | ------------------------------------- | -------- | ---- | ------------------- | ---------------------- |
| 6.      | Gran Premi d'Obertura La Marseillaise | França   | 1.1  | Jeremy Hunt         | Unibet.com             |
| 7.-11.  | Étoile de Bessèges                    | França   | 2.1  | Nick Nuyens         | Cofidis                |
| 10.     | Gran Premi de la costa dels Etruscs   | Itàlia   | 1.1  | Alessandro Petacchi | Team Milram            |
| 11.     | Trofeu Palma de Mallorca              | Espanya  | 1.1  | Óscar Freire        | Rabobank               |
| 12.     | Trofeo Cala Millor-Cala Bona          | Espanya  | 1.1  | Vicenç Reynés       | Caisse d'Épargne       |
| 13.     | Trofeu Pollença                       | Espanya  | 1.1  | Thomas Dekker       | Rabobank               |
| 14.     | Trofeu Sóller                         | Espanya  | 1.1  | Toni Colom          | Team Astana            |
| 14.-18. | Tour del Mediterrani                  | França   | 2.1  | José Iván Gutiérrez | Caisse d'Épargne       |
| 15.     | Trofeu Calvià                         | Espanya  | 1.1  | Unai Etxebarria     | Euskaltel-Euskadi      |
| 18.-22. | Volta a Andalusia                     | Espanya  | 2.1  | Óscar Freire        | Rabobank               |
| 20.     | Trofeu Laigueglia                     | Itàlia   | 1.1  | Mikhail Ignatiev    | Tinkoff Credit Systems |
| 21.-25. | Volta a l'Algarve                     | Portugal | 2.1  | Alessandro Petacchi | Team Milram            |
| 24.     | Coppa San Geo                         | Itàlia   | 1.2  | Hrvoje Miholjević   | B.K. Loborika Croazia  |
| 25.     | Tour de l'Alt Var                     | França   | 1.1  | Filippo Pozzato     | Liquigas               |
| 27.-3.  | Volta a la Comunitat Valenciana       | Espanya  | 2.1  | Alejandro Valverde  | Caisse d'Épargne       |

### Març
| Data    | Cursa                                       | País          | Cat.   | Vencedor             | Equip                                 |
| ------- | ------------------------------------------- | ------------- | ------ | -------------------- | ------------------------------------- |
| 2.-4.   | Tres dies de Valclusa                       | França        | 2.2    | Sébastien Turgot     | Vendée U                              |
| 3.      | Beverbeek Classic                           | Bèlgica       | 1.2    | Nico Sijmens         | Landbouwkrediet-Tönissteiner          |
| 3.      | Gran Premi de Chiasso                       | Suïssa        | 1.1    | Pavel Brutt          | Tinkoff Credit Systems                |
| 3.      | Omloop Het Volk                             | Bèlgica       | 1.HC   | Filippo Pozzato      | Liquigas                              |
| 4.      | Clàssica d'Almeria                          | Espanya       | 1.1    | Giuseppe Muraglia    | Acqua & Sapone                        |
| 4.      | Gran Premi de Lugano                        | Suïssa        | 1.1    | Luca Mazzanti        | Ceramica Panaria                      |
| 4.      | Kuurne-Brussel·les-Kuurne                   | Bèlgica       | 1.1    | Tom Boonen           | Quick Step-Innergetic                 |
| 4.      | Trofeu Zssdi                                | Itàlia        | 1.2    | Simone Ponzi         | Zalf Désirée Fior                     |
| 7.      | Le Samyn                                    | Bèlgica       | 1.1    | Jimmy Casper         | Unibet.com                            |
| 7.-11.  | Volta a Múrcia                              | Espanya       | 2.1    | Alejandro Valverde   | Caisse d'Épargne                      |
| 9.-11.  | Tres dies de Flandes Occidental             | Bèlgica       | 2.1    | Jimmy Casper         | Unibet.com                            |
| 10.     | Fletxa flamenca                             | Bèlgica       | 1.2    | Jelle Vanendert      | Chocolade Jacques-Topsport Vlaanderen |
| 10.     | Milà-Torí                                   | Itàlia        | 1.HC   | Danilo Di Luca       | Liquigas                              |
| 11.     | Gran Premi de Lillers-Souvenir Bruno Comini | França        | 1.2    | Benoît Daeninck      | UV Aube                               |
| 11.     | Poreč Trophy                                | Croàcia       | 1.2    | Marko Kump           | Adria Mobil                           |
| 11.     | Trofeu Franco Balestra                      | Itàlia        | 1.2    | Simone Ponzi         | Zalf Désirée Fior                     |
| 15.-18. | Istrian Spring Trophy                       | Croàcia       | 2.2    | Edvald Boasson Hagen | Maxbo Bianchi                         |
| 15.-18. | Volta al Districte de Santarém              | Portugal      | 2.1    | Robert Hunter        | Barloworld                            |
| 18.     | Circuit del País de Waes                    | Bèlgica       | 1.2    | Niko Eeckhout        | Chocolade Jacques-Topsport Vlaanderen |
| 18.     | Giro del Mendrisiotto                       | Suïssa        | 1.2    | Andreas Dietziker    | LPR Brakes                            |
| 18.     | Gran Premi San Giuseppe                     | Itàlia        | 1.2    | Andrei Soloménnikov  | Rússia                                |
| 18.     | París-Troyes                                | França        | 1.2    | Iuri Trofímov        | Moscow Stars                          |
| 21.     | Nokere Koerse                               | Bèlgica       | 1.1    | Léon van Bon         | Rabobank                              |
| 21.-24. | The Paths of King Nikola                    | Montenegro    | 2.2    | Mitja Mahorič        | Perutnina Ptuj                        |
| 23.     | Clàssica Loira Atlàntic                     | França        | 1.2    | Nicolas Jalabert     | Agritubel                             |
| 25.     | Gran Premi Cholet-País del Loira            | França        | 1.1    | Stéphane Augé        | Cofidis                               |
| 25.     | Roue tourangelle                            | França        | 1.2    | Iuri Trofímov        | Moscow Stars                          |
| 25.     | Tour de Groene Hart                         | Països Baixos | 1.1    | Wouter Weylandt      | Quick Step-Innergetic                 |
| 26.-30. | Volta a Castella i Lleó                     | Espanya       | 2.1    | Alberto Contador     | Discovery Channel                     |
| 26.-1.  | Tour de Normandia                           | França        | 2.2    | Martijn Maaskant     | Rabobank Continental                  |
| 27.-31. | Setmana Internacional de Coppi i Bartali    | Itàlia        | 2.1    | Michele Scarponi     | Acqua & Sapone                        |
| 28.     | A través de Flandes                         | Bèlgica       | 1.1    | Tom Boonen           | Quick Step-Innergetic                 |
| 28.     | Gran Premi Waregem                          | Bèlgica       | 1.2U   | Enrico Montanari     | Finauto Lucchini Neri                 |
| 30.-1.  | Gran Premi de Portugal                      | Portugal      | 2.NCup | Vitor Rodrigues      | Portugal                              |
| 31.     | E3 Harelbeke                                | Bèlgica       | 1.HC   | Tom Boonen           | Quick Step-Innergetic                 |
| 31.-1.  | Critèrium Internacional                     | França        | 2.HC   | Jens Voigt           | Team CSC                              |

### Abril
| Data    | Cursa                                     | País                 | Cat.   | Vencedor            | Equip                            |
| ------- | ----------------------------------------- | -------------------- | ------ | ------------------- | -------------------------------- |
| 1.      | Fletxa Brabançona                         | Bèlgica              | 1.1    | Óscar Freire        | Rabobank                         |
| 1.      | Trofeu Banca Popolare di Vicenza          | Itàlia               | 1.2U   | Manuel Belletti     | Trevigiani Dynamon               |
| 3.-5.   | Tres dies de La Panne                     | Bèlgica              | 2.HC   | Alessandro Ballan   | Lampre-Fondital                  |
| 5.-9.   | Setmana Ciclista Lombarda                 | Itàlia               | 2.1    | Alexandr Iefimkin   | Barloworld                       |
| 6.      | Ruta Adélie de Vitré                      | França               | 1.1    | Rémi Pauriol        | Crédit agricole                  |
| 7.      | Gran Premi Miguel Indurain                | Espanya              | 1.HC   | Rinaldo Nocentini   | Ag2r Prévoyance                  |
| 7.      | Hel van het Mergelland                    | Països Baixos        | 1.1    | Nico Sijmens        | Landbouwkrediet-Tönissteiner     |
| 7.      | Boucle de l'Artois                        | França               | 1.2    | Andrei Kliúiev      | Moscow Stars                     |
| 7.-9.   | Triptyque des Monts et Châteaux           | Bèlgica              | 2.2    | Tom Leezer          | Rabobank Continental             |
| 8.      | Gran Premi de Rennes                      | França               | 1.1    | Serhíi Matvèiev     | Ceramica Panaria                 |
| 8.      | Gran Premi de la vila de Nogent-sur-Oise  | França               | 1.2    | Mateusz Mróz        | CCC Polsat-Polkowice             |
| 9.      | Giro del Belvedere                        | Itàlia               | 1.2    | Simone Stortoni     | Finauto Lucchini Neri            |
| 9.      | Volta a Colònia                           | Alemanya             | 1.HC   | Juan José Haedo     | Team CSC                         |
| 10.     | Gran Premi Palio del Recioto              | Itàlia               | 1.2U   | Robert Kišerlovski  | Adria Mobil                      |
| 10.-13. | Circuit de La Sarthe                      | França               | 2.1    | Andreas Klöden      | Team Astana                      |
| 11.-15. | Volta a l'Alentejo                        | Portugal             | 2.1    | Manuel Vázquez      | Andalucía-Cajasur                |
| 12.     | Gran Premi Pino Cerami                    | Bèlgica              | 1.1    | Luca Solari         | LPR Brakes                       |
| 13.-15. | Circuit de les Ardenes                    | França               | 2.2    | Jérôme Coppel       | CR4C Roanne                      |
| 14.     | Tour de Drenthe                           | Països Baixos        | 1.1    | Martijn Maaskant    | Rabobank Continental             |
| 15.     | Klasika Primavera                         | Espanya              | 1.1    | Joaquim Rodríguez   | Caisse d'Épargne                 |
| 17.     | París-Camembert                           | França               | 1.1    | Sébastien Joly      | La Française des jeux            |
| 18.     | Grote Scheldeprijs                        | Bèlgica              | 1.HC   | Mark Cavendish      | T-Mobile Team                    |
| 18.     | Côte picarde                              | França               | 1.NCup | Simon Špilak        | Eslovènia                        |
| 18.-21. | Tour de Loir-et-Cher                      | França               | 2.2    | Alexandre Blain     | AVC Aix-en-Provence              |
| 18.-22. | Cinturó a Mallorca                        | Espanya              | 2.2    | Richard Faltus      | Team Sparkasse                   |
| 19.     | Gran Premi de Denain                      | França               | 1.1    | Sébastien Chavanel  | La Française des jeux            |
| 19.-22. | Giro dels Abruços                         | Itàlia               | 2.2    | Luca Ascani         | Aurum Hotels                     |
| 19.-22. | Rhône-Alpes Isère Tour                    | França               | 2.2    | Gabriel Rasch       | Maxbo Bianchi                    |
| 20.     | Belgrad-Banja Luka I                      | Sèrbia               | 1.2    | Matej Gnezda        | Radenska Powerbar                |
| 21.     | Belgrad-Banja Luka II                     | Bòsnia i Hercegovina | 1.2    | Žolt Der            | P-Nívó Betonexpressz 2000 Kft.se |
| 21.     | Lieja-Bastogne-Lieja sub-23               | Bèlgica              | 1.NCup | Grega Bole          | Eslovènia                        |
| 21.     | Tour de Finisterre                        | França               | 1.1    | Niels Brouzes       | Auber 93                         |
| 21.-25. | Gran Premi de Sotxi                       | Rússia               | 2.2    | Aleksei Schmidt     | Moscow Stars                     |
| 22.     | Giro d'Oro                                | Itàlia               | 1.1    | Dainius Kairelis    | Amore & Vita-McDonald's          |
| 22.     | Volta a Holanda del Nord                  | Països Baixos        | 1.2    | Kenny van Hummel    | Skil-Shimano                     |
| 22.     | Volta a Düren                             | Alemanya             | 1.2    | Marcel Beima        | Time-Van Hemert                  |
| 22.     | Tro Bro Leon                              | França               | 1.1    | Saïd Haddou         | Bouygues Telecom                 |
| 24.-27. | Giro del Trentino                         | Itàlia               | 2.1    | Damiano Cunego      | Lampre-Fondital                  |
| 25.     | Gran Premi della Liberazione              | Itàlia               | 1.2U   | Manuele Boaro       | Zalf Désirée Fior                |
| 25.-29. | Volta a Extremadura                       | Espanya              | 2.2    | Nuno Marta          | Madeinox-Bric-Loulé              |
| 25.-29. | Volta a la Baixa Saxònia                  | Alemanya             | 2.1    | Alessandro Petacchi | Team Milram                      |
| 25.-1.  | Tour de Bretanya                          | França               | 2.2    | Lars Boom           | Rabobank Continental             |
| 26.-1.  | Giro delle Regioni                        | Itàlia               | 2.NCup | Rui Costa           | Portugal                         |
| 27.-29. | Volta a La Rioja                          | Espanya              | 2.1    | Rubén Plaza         | Caisse d'Épargne                 |
| 29.     | París-Mantes-en-Yvelines                  | França               | 1.2    | Niels Brouzes       | Auber 93                         |
| 29.     | Tour de Flandes sub-23                    | Bèlgica              | 1.2U   | Alexandr Pliuschin  | Chambéry CF                      |
| 29.     | East Midlands International Cicle Classic | Regne Unit           | 1.2    | Malcolm Elliott     | Pinarello Racing                 |

### Maig
| Data    | Cursa                                                   | País          | Cat. | Vencedor              | Equip                   |
| ------- | ------------------------------------------------------- | ------------- | ---- | --------------------- | ----------------------- |
| 1.      | Gran Premi del 1r de maig - Premi d'honor Vic de Bruyne | Bèlgica       | 1.2  | Wouter Mol            | P3 Transfer-Fondas      |
| 1.      | Memorial Andrzej Trochanowski                           | Polònia       | 1.2  | Tomasz Lisowicz       | CCC Polsat-Polkowice    |
| 1.      | Gran Premi de Frankfurt                                 | Alemanya      | 1.HC | Patrik Sinkewitz      | T-Mobile Team           |
| 1.      | Subida al Naranco                                       | Espanya       | 1.1  | Koldo Gil             | Saunier Duval-Prodir    |
| 1.      | Tour de Vendée                                          | França        | 1.1  | Mikel Gaztañaga       | Agritubel               |
| 2.      | Gran Premi de Moscou                                    | Rússia        | 1.2  | Roman Klimov          | Premier                 |
| 3.      | Mayor Cup                                               | Rússia        | 1.2  | Denis Galimzyanov     | Premier                 |
| 3.-7.   | Volta a Astúries                                        | Espanya       | 2.1  | Koldo Gil             | Saunier Duval-Prodir    |
| 4.-6.   | Szlakiem Grodów Piastowskich                            | Polònia       | 2.1  | Tomasz Kiendyś        | CCC Polsat-Polkowice    |
| 5.      | GP Herning                                              | Dinamarca     | 1.1  | Kurt Asle Arvesen     | Team CSC                |
| 5.      | Gran Premi de la Indústria i l'Artesanat de Larciano    | Itàlia        | 1.1  | Vincenzo Nibali       | Liquigas                |
| 5.      | Tour d'Overijssel                                       | Països Baixos | 1.2  | Marco Bos             | Jo Piels                |
| 5.-9.   | Cinc anells de Moscou                                   | Rússia        | 2.2  | Aliaksandr Kuschynski | Liquigas                |
| 6.      | Circuit del Porto                                       | Itàlia        | 1.2  | Jacopo Guarnieri      | Marchiol Ima Liquigas   |
| 6.      | Colliers Classic                                        | Dinamarca     | 1.1  | Juan José Haedo       | Team CSC                |
| 6.      | Giro de Toscana                                         | Itàlia        | 1.1  | Vincenzo Nibali       | Liquigas                |
| 6.      | Omloop der Kempen                                       | Països Baixos | 1.2  | Lars Boom             | Rabobank Continental    |
| 6.-13.  | Volta a Turquia                                         | Turquia       | 2.2  | Ivailo Gabrovski      | Velo-M-Hemus-Makedonya  |
| 8.      | Coppa Città di Asti                                     | Itàlia        | 1.2U | Tony Martin           | Thüringer Energie       |
| 8.-13.  | Quatre dies de Dunkerque                                | França        | 2.HC | Matthieu Ladagnous    | La Française des jeux   |
| 9.-13.  | Giro del Friül-Venècia Júlia                            | Itàlia        | 2.2  | Alexander Filippov    | A.C.S. Gruppo Lupi      |
| 11.     | Memorial Oleg Dyachenko                                 | Rússia        | 1.2  | Serguei Firsànov      | Rietumu Bank-Riga-Ideal |
| 11.-13. | Tour du Haut-Anjou                                      | França        | 2.2U | Martijn Keizer        | Rabobank Continental    |
| 12.-13. | Clàssica d'Alcobendas                                   | Espanya       | 2.1  | Luis Pérez Rodríguez  | Andalucía-Cajasur       |
| 12.-20. | Olympia's Tour                                          | Països Baixos | 2.2  | Thomas Berkhout       | Rabobank Continental    |
| 13.     | Gran Premi de la Indústria del marbre                   | Itàlia        | 1.2  | Anton Rechetnikov     | Rússia                  |
| 16.-20. | Fletxa del Sud                                          | Luxemburg     | 2.2  | Borís Xpilévski       | Kio Ene-Tonazzi-DMT     |
| 16.-20. | Volta a Renània-Palatinat                               | Alemanya      | 2.1  | Gerald Ciolek         | T-Mobile Team           |
| 17.     | Trofeu dels Escaladors                                  | França        | 1.1  | Anthony Geslin        | Bouygues Telecom        |
| 17.-20. | Gran Premi Paredes Rota dos Móveis                      | Portugal      | 2.1  | David Blanco          | Duja/Tavira             |
| 18.-20. | Tour de Picardia                                        | França        | 2.1  | Robert Hunter         | Barloworld              |
| 19.     | Clàssica Belgrad-Čačak                                  | Sèrbia        | 1.2  | Matija Kvasina        | Perutnina Ptuj          |
| 20.-27. | FBD Insurance Rás                                       | Irlanda       | 2.2  | Tony Martin           | Thüringer Energie       |
| 23.-27. | Circuit de Lorena                                       | França        | 2.1  | Jörg Jaksche          | Tinkoff Credit Systems  |
| 24.-27. | Ronda de l'Isard                                        | França        | 2.2U | John Devine           | Estats Units            |
| 25.     | Gran Premi Hydraulika Mikolasek                         | Eslovàquia    | 1.2  | Marcin Sapa           | DHL-Author              |
| 25.-28. | Tour de Berlín                                          | Alemanya      | 2.2U | Michael Franzl        | Mapei Heizomat Bayern   |
| 26.     | Clàssica Memorial Txuma                                 | Espanya       | 1.2  | Borís Xpilévski       | Kio Ene-Tonazzi-DMT     |
| 26.     | Gran Premi Kooperativa                                  | Eslovàquia    | 1.2  | Kristjan Fajt         | Radenska Powerbar       |
| 26.     | SEB Tartu GP                                            | Estònia       | 1.2  | Erki Pütsep           | Bouygues Telecom        |
| 26.     | Giro di Festina                                         | Àustria       | 1.2  | Markus Eibegger       | Elk Haus-Simplon        |
| 27.     | Gran Premi Palma                                        | Eslovàquia    | 1.2  | Petr Benčík           | PSK Whirlpool           |
| 28.     | Neuseen Classics                                        | Alemanya      | 1.1  | Denis Flahaut         | Jartazi-Promo Fashion   |
| 29.-3.  | Volta a Navarra                                         | Espanya       | 2.2  | Maurizio Biondo       | Kio Ene-Tonazzi-DMT     |
| 30.-3.  | Volta a Baviera                                         | Alemanya      | 2.HC | Stefan Schumacher     | Gerolsteiner            |
| 30.-3.  | Ringerike GP                                            | Noruega       | 2.2  | Edvald Boasson Hagen  | Maxbo Bianchi           |
| 30.-3.  | Volta a Bèlgica                                         | Bèlgica       | 2.1  | Vladímir Gússev       | Discovery Channel       |
| 31.-3.  | Tour de Gironda                                         | França        | 2.2  | Jonathan Thiré        | UC Nantes Atlantique    |

### Juny
| Data    | Cursa                                            | País          | Cat. | Vencedor            | Equip                     |
| ------- | ------------------------------------------------ | ------------- | ---- | ------------------- | ------------------------- |
| 1.      | Gran Premi Tallinn-Tartu                         | Estònia       | 1.1  | Erki Pütsep         | Estònia                   |
| 2.      | GP Kranj                                         | Eslovènia     | 1.1  | Borut Božič         | LPR                       |
| 2.      | Gran Premi de Plumelec-Morbihan                  | França        | 1.1  | Simon Gerrans       | Ag2r Prévoyance           |
| 2.      | Trofeu Alcide Degasperi                          | Itàlia        | 1.2  | Jacopo Guarnieri    | Marchiol Ima Liquigas     |
| 3.      | Boucles de l'Aulne                               | França        | 1.1  | Romain Feillu       | Agritubel                 |
| 3.      | Coppa della Pace                                 | Itàlia        | 1.2  | Marco Cattaneo      | SC Pagnoncelli NGC Perrel |
| 3.      | GP Llodio                                        | Espanya       | 1.1  | David de la Fuente  | Saunier Duval-Prodir      |
| 3.      | París-Roubaix sub-23                             | França        | 1.2U | Damien Gaudin       | Vendée U                  |
| 3.      | Riga GP                                          | Letònia       | 1.2  | Gatis Smukulis      | Letònia                   |
| 4.-9.   | Volta a Lleida                                   | Espanya       | 2.2  | Francis De Greef    | Davitamon-Win for Life    |
| 5.-10.  | Bałtyk-Karkonosze Tour                           | Polònia       | 2.2  | Roman Broniš        | DHL-Author                |
| 6.-10.  | Volta a Luxemburg                                | Luxemburg     | 2.HC | Grégory Rast        | Team Astana               |
| 8.-10.  | Euskal Bizikleta                                 | Espanya       | 2.HC | Constantino Zaballa | Caisse d'Épargne          |
| 9.      | Gran Premi Schwarzwald                           | Alemanya      | 1.1  | Radoslav Rogina     | Perutnina Ptuj            |
| 9.      | Memorial Marco Pantani                           | Itàlia        | 1.1  | Franco Pellizotti   | Liquigas                  |
| 9.-10.  | OZ Wielerweekend                                 | Països Baixos | 2.2  | Tom Veelers         | Rabobank Continental      |
| 10.     | Gran Premi del cantó d'Argòvia                   | Suïssa        | 1.HC | John Gadret         | Ag2r Prévoyance           |
| 10.     | Memorial Philippe Van Coningsloo                 | Bèlgica       | 1.2  | Frederiek Nolf      | Wielergroep Beveren 200   |
| 12.-16. | Volta a Eslovènia                                | Eslovènia     | 2.1  | Tomaž Nose          | Adria Mobil               |
| 12.-17. | Volta a Turíngia                                 | Alemanya      | 2.2U | Mathias Frank       | Suïssa                    |
| 13.     | Veenendaal-Veenendaal                            | Països Baixos | 1.HC | Steffen Radochla    | Team Wiesenhof            |
| 13.-19. | Circuito Montañés                                | Espanya       | 2.2  | Bauke Mollema       | Rabobank Continental      |
| 14.-17. | Gran Premi Internacional Paredes Rota dos Móveis | Portugal      | 2.1  | Pedro Cardoso       | LA-MSS                    |
| 14.-17. | Ronde de l'Oise                                  | França        | 2.2  | Fredrik Johansson   | Designa Køkken            |
| 16.     | Delta Profronde                                  | Països Baixos | 1.1  | Denis Flahaut       | Jartazi-Promo Fashion     |
| 18.-24. | Volta a Sèrbia                                   | Sèrbia        | 2.2  | Matej Stare         | Perutnina Ptuj            |
| 19.-23. | Ster Elektrotoer                                 | Països Baixos | 2.1  | Sebastian Langeveld | Rabobank                  |
| 21.-23. | Mainfranken-Tour                                 | Alemanya      | 2.2  | Anatoli Kaschtan    | Ucraïna                   |
| 21.-24. | Boucles de la Mayenne                            | França        | 2.2  | Nicolas Vogondy     | Agritubel                 |
| 21.-24. | Ruta del Sud                                     | França        | 2.1  | Óscar Sevilla       | Relax-GAM Fuenlabrada     |
| 24.     | Kärnten Viper Grand Prix                         | Àustria       | 1.2  | Martin Riška        | Swiag                     |
| 27.     | Halle-Ingooigem                                  | Bèlgica       | 1.1  | Janek Tombak        | Jartazi-Promo Fashion     |
| 27.     | Internationale Wielertrofee Jong Maar Moedig     | Bèlgica       | 1.2  | Sven Nys            | Rabobank Continental      |
| 27.     | Volta a Frísia                                   | Països Baixos | 1.1  | Maarten den Bakker  | Skil-Shimano              |

### Juliol
| Data    | Cursa                                        | País          | Cat. | Vencedor           | Equip                                 |
| ------- | -------------------------------------------- | ------------- | ---- | ------------------ | ------------------------------------- |
| 3.      | Trofeu Città di Brescia                      | Itàlia        | 1.2  | Luca Gasparini     | SC Pagnoncelli NGC Perrel             |
| 4.      | Gran Premi Gerrie Knetemann                  | Països Baixos | 1.1  | Olivier Kaisen     | Predictor-Lotto                       |
| 4.-8.   | Cursa de Solidarność i els Atletes Olímpics  | Polònia       | 2.1  | Łukasz Bodnar      | Intel-Action                          |
| 7.      | Gran Premi Bradlo                            | Eslovàquia    | 1.2U | Maciej Bodnar      | Polònia                               |
| 7.      | Tour del Jura                                | Suïssa        | 1.2  | Guillaume Levarlet | Auber 93                              |
| 8.      | De Drie Zustersteden                         | Bèlgica       | 1.2  | Bert De Waele      | Landbouwkrediet-Tönissteiner          |
| 8.      | Giro del Medio Brenta                        | Itàlia        | 1.2  | Adriano Angeloni   | Ceramica Flaminia                     |
| 8.      | Tour de Doubs                                | França        | 1.1  | Vincent Jérôme     | Bouygues Telecom                      |
| 8.-15.  | Volta a Àustria                              | Àustria       | 2.HC | Stijn Devolder     | Discovery Channel                     |
| 11.-14. | Gran Premi ciclista de Gemenc                | Hongria       | 2.2  | Sander Oostlander  | Löwik Meubelen                        |
| 11.-15. | Trofeu Joaquim Agostinho                     | Portugal      | 2.1  | Xavier Tondo       | LA-MSS                                |
| 14.     | Cronoscalata Gardone V.T. - Prati di Caregno | Itàlia        | 1.2  | Bruno Rizzi        | SC Pagnoncelli NGC Perrel             |
| 15.     | Coppa Colli Briantei Internazionale          | Itàlia        | 1.2  | Emanuele Moschen   | A.S.D. Unidelta Bottoli Arvedi        |
| 15.     | Gran Premi de Dourges-Hénin-Beaumont         | França        | 1.2  | Martin Mortensen   | Designa Køkken                        |
| 15.     | Pomorski Klasyk                              | Polònia       | 1.2  | Marcin Sapa        | DHL-Author                            |
| 15.-24. | Way to Pekin                                 | Rússia        | 2.2  | Aleksei Kunxin     | Premier                               |
| 18.-22. | Volta a la comunitat de Madrid               | Espanya       | 2.2  | Manel Lloret       | Fuerteventura-Canarias                |
| 20.     | Campionat d'Europa - contrarellotge sub-23   | Bulgària      | CC   | Maksim Belkov      | Rússia                                |
| 21.     | Giro delle Valli Aretine                     | Itàlia        | 1.2  | Davide Malacarne   | Zalf Désirée Fior                     |
| 21.     | Gran Premi Cristal Energie                   | França        | 1.2  | Florian Morizot    | Auber 93                              |
| 22.     | Campionat d'Europa - cursa en ruta sub-23    | Bulgària      | CC   | Andrei Kliúiev     | Rússia                                |
| 22.     | Giro del Casentino                           | Itàlia        | 1.2  | Francesco Ginanni  | Finauto-Neri                          |
| 24.-28. | Dookola Mazowska                             | Polònia       | 2.2  | Marek Wesoły       | CCC Polsat-Polkowice                  |
| 25.     | Prova de Villafranca de Ordizia              | Espanya       | 1.1  | Joaquim Rodríguez  | Caisse d'Épargne                      |
| 25.-29. | Volta a Saxònia                              | Alemanya      | 2.1  | Joost Posthuma     | Rabobank                              |
| 26.     | Internatie Reningelst                        | Bèlgica       | 1.2  | Iljo Keisse        | Chocolade Jacques-Topsport Vlaanderen |
| 26.-29. | Brixia Tour                                  | Itàlia        | 2.1  | Davide Rebellin    | Gerolsteiner                          |
| 28.-1.  | Tour de Valònia                              | Bèlgica       | 2.HC | Borut Božič        | Team LPR                              |
| 29.     | Gran Premi de Pérenchies                     | França        | 1.2  | Peter Ronsse       | Babes Only-Villapark                  |
| 29.     | Gran Premi Inda                              | Itàlia        | 1.2  | Bruno Rizzi        | SC Pagnoncelli NGC Perrel             |
| 31.     | Circuit de Getxo                             | Espanya       | 1.1  | Vicente Reynés     | Caisse d'Épargne                      |

### Agost
| Data    | Cursa                                                       | País       | Cat.   | Vencedor                   | Equip                                   |
| ------- | ----------------------------------------------------------- | ---------- | ------ | -------------------------- | --------------------------------------- |
| 1.-5.   | Tour d'Alsàcia                                              | França     | 2.2    | Benoît Luminet             | CR4C Roanne                             |
| 1.-5.   | Volta a Dinamarca                                           | Dinamarca  | 2.HC   | Kurt Asle Arvesen          | Team CSC                                |
| 1.-5.   | Volta a Lleó                                                | Espanya    | 2.2    | Miyataka Shimizu           | Nippo Corporation-Meitan Hompo          |
| 2.-4.   | Małopolski Wyścig Górski                                    | Polònia    | 2.2    | Mateusz Komar              | DHL-Author                              |
| 3.      | Gran Premi Betonexpressz 2000                               | Hongria    | 1.2    | Žolt Der                   | P-Nívó Betonexpressz 2000 Kft.se        |
| 4.      | Rund um die Hainleite                                       | Alemanya   | 1.1    | Greg Van Avermaet          | Predictor-Lotto                         |
| 4.      | Gran Premi Folignano                                        | Itàlia     | 1.2    | Francesco De Bonis         | SC Monturano Civitanova Cascinare       |
| 4.      | Gran Premi P-Nivo                                           | Hongria    | 1.2    | Nebojša Jovanović          | Sèrbia                                  |
| 4.      | Scandinavian Open Road Race                                 | Suècia     | 1.2    | Lucas Persson              | Suècia                                  |
| 4.-15.  | Volta a Portugal                                            | Portugal   | 2.HC   | Xavier Tondo               | LA-MSS                                  |
| 5.      | Giro Ciclistico del Cigno                                   | Itàlia     | 1.2    | Americo Novembrini         | Massi Équipe Euronics                   |
| 5.      | Giro dels Apenins                                           | Itàlia     | 1.1    | Alessandro Bertolini       | Serramenti PVC Diquigiovanni            |
| 5.      | Subida a Urkiola                                            | Espanya    | 1.1    | José Ángel Gómez Marchante | Saunier Duval-Prodir                    |
| 5.      | Polynormande                                                | França     | 1.1    | Benoît Vaugrenard          | La Française des jeux                   |
| 5.      | Sparkassen Giro Bochum                                      | Alemanya   | 1.1    | Andy Cappelle              | Landbouwkrediet-Tönissteiner            |
| 6.-9.   | Volta als Pirineus                                          | França     | 2.2    | Sergio Pardilla            | Viña Magna-Cropu                        |
| 8.-9.   | París-Corrèze                                               | França     | 2.1    | Edvald Boasson Hagen       | Maxbo Bianchi                           |
| 9.      | Gran Premi de la vila de Camaiore                           | Itàlia     | 1.1    | Fortunato Baliani          | Ceramica Panaria-Navigare               |
| 11.     | Giro del Laci                                               | Itàlia     | 1.HC   | Gabriele Bosisio           | Tenax                                   |
| 11.     | Copa dels Carpats                                           | Polònia    | 1.2    | Mateusz Mróz               | CCC Polsat-Polkowice                    |
| 12.     | Memorial Henryk Lasaka                                      | Polònia    | 1.1    | Krzysztof Jeżowski         | CCC Polsat-Polkowice                    |
| 12.     | Trofeo Internazionale Bastianelli                           | Itàlia     | 1.2    | Francesco De Bonis         | SC Monturano Civitanova Cascinare       |
| 12.     | Trofeu Matteotti                                            | Itàlia     | 1.1    | Filippo Pozzato            | Liquigas                                |
| 12.-15. | Tour de l'Ain                                               | França     | 2.1    | John Gadret                | Ag2r Prévoyance                         |
| 13.     | Gran Premi Città di Felino                                  | Itàlia     | 1.2    | Tomislav Dančulović        | B.K. Loborika Croazia                   |
| 14.-18. | Volta a Burgos                                              | Espanya    | 2.HC   | Mauricio Soler             | Barloworld                              |
| 15.     | Puchar Ministra Obrony Narodowej                            | Polònia    | 1.2    | Tarmo Raudsepp             | Rietumu Bank-Riga-Ideal                 |
| 16.     | Gran Premi Capodarco                                        | Itàlia     | 1.2    | Hrvoje Miholjević          | B.K. Loborika Croazia                   |
| 17.     | Gara Ciclistica Milionaria                                  | Itàlia     | 1.2    | Tomislav Dančulović        | B.K. Loborika Croazia                   |
| 21.     | Gran Premi de la vila de Zottegem                           | Bèlgica    | 1.1    | Jonas Aaen Jørgensen       | Team GLS                                |
| 21.     | Tres Valls Varesines                                        | Itàlia     | 1.HC   | Christian Murro            | Tenax                                   |
| 21.-24. | Tour del Llemosí                                            | França     | 2.1    | Pierrick Fédrigo           | Bouygues Telecom                        |
| 22.     | Coppa Agostoni                                              | Itàlia     | 1.1    | Alessandro Bertolini       | Serramenti PVC Diquigiovanni            |
| 22.     | Druivenkoers Overijse                                       | Bèlgica    | 1.1    | Roy Sentjens               | Predictor-Lotto                         |
| 22.-26. | Gran Premi Tell                                             | Suïssa     | 2.NCup | Anton Rechetnikov          | Rússia                                  |
| 22.-26. | Rothaus Regio-Tour                                          | Alemanya   | 2.1    | Moisés Dueñas              | Agritubel                               |
| 22.-26. | Volta a Irlanda                                             | Irlanda    | 2.1    | Stijn Vandenbergh          | Unibet.com                              |
| 23.     | Coppa Bernocchi                                             | Itàlia     | 1.1    | Danilo Napolitano          | Lampre-Fondital                         |
| 24.-26. | Szlakiem Walk Major Hubala                                  | Polònia    | 2.2    | Tomasz Kiendyś             | CCC Polsat-Polkowice                    |
| 25.     | Trofeu Melinda                                              | Itàlia     | 1.1    | Santo Anzà                 | Serramenti PVC Diquigiovanni            |
| 26.     | Châteauroux Classic de l'Indre                              | França     | 1.1    | Christopher Sutton         | Cofidis                                 |
| 26.     | Clasica a los Puertos                                       | Espanya    | 1.1    | Héctor Guerra              | Liberty Seguros Continental             |
| 26.     | Rund um den Sachsenring                                     | Alemanya   | 1.2    | Tobias Erler               | 3C-Gruppe                               |
| 26.     | Fletxa dels ports flamencs                                  | Bèlgica    | 1.2    | Denis Flahaut              | Babes Only-Villapark Lingemeer-Flanders |
| 26.-30. | The paths of Victory Tour                                   | Turquia    | 2.2    | Zoltán Remák               | P-Nívó Betonexpressz 2000 Kft.se        |
| 27.     | Gran Premi de Beuvry-la-Forêt                               | França     | 1.2    | Vytautas Kaupas            | Jartazi-Promo Fashion                   |
| 28.-31. | Tour de Poitou-Charentes                                    | França     | 2.1    | Thomas Voeckler            | Bouygues Telecom                        |
| 28.-2.  | Giro de la Vall d'Aosta                                     | Itàlia     | 2.2    | Alex Ardila                | G.S. Unidelta Bottoli Arvedi Garda      |
| 29.     | Gran Premi Nobili Rubinetterie                              | Itàlia     | 1.1    | Luis Felipe Laverde        | Ceramica Panaria-Navigare               |
| 29.-2.  | Volta a Eslovàquia                                          | Eslovàquia | 2.2    | Joost van Leijen           | Van Vliet-EBH Advocaten                 |
| 30.     | Gran Premi de la indústria i el comerç artesanal de Carnago | Itàlia     | 1.1    | Aurélien Passeron          | Acqua & Sapone                          |

### Setembre
| Data    | Cursa                                           | País          | Cat.   | Vencedor                          | Equip                                 |
| ------- | ----------------------------------------------- | ------------- | ------ | --------------------------------- | ------------------------------------- |
| 1.      | Giro del Vèneto                                 | Itàlia        | 1.HC   | Alessandro Bertolini              | Serramenti PVC Diquigiovanni          |
| 2.      | Gran Premi Jef Scherens                         | Bèlgica       | 1.1    | Bram Tankink                      | Quick Step-Innergetic                 |
| 4.      | Copa Sels                                       | Bèlgica       | 1.1    | Kenny Dehaes                      | Chocolade Jacques-Topsport Vlaanderen |
| 5.      | Memorial Rik Van Steenbergen                    | Bèlgica       | 1.1    | Greg Van Avermaet                 | Predictor-Lotto                       |
| 6.-9.   | Giro de Toscana sub-23                          | Itàlia        | 2.2    | Emanuele Vona                     | Neri Finauto Lucchini                 |
| 6.-15.  | Tour de l'Avenir                                | França        | 2.NCup | Bauke Mollema                     | Països Baixos                         |
| 8.      | Coppa Placci                                    | Itàlia        | 1.HC   | Alessandro Bertolini              | Serramenti PVC Diquigiovanni          |
| 8.-9.   | Triptyque des Barrages                          | Bèlgica       | 2.2U   | Gediminas Bagdonas                | Klaipeda-Splendid                     |
| 9.      | Giro de la Romanya                              | Itàlia        | 1.1    | Eddy Serri                        | Miche                                 |
| 9.      | Memorial Davide Fardelli                        | Itàlia        | 1.2    | Luca Dodi                         |                                       |
| 9.      | Polymultipliée lyonnaise                        | França        | 1.2    | Noan Lelarge                      | Bretagne-Armor Lux                    |
| 9.      | Trofeu Salvatore Morucci                        | Itàlia        | 1.2    | Fabio Terrenzio                   | Vega Acqua & Sapone                   |
| 9.-13.  | International Tour of Mevlana                   | Turquia       | 2.2    | Kemal Küçükbay                    |                                       |
| 9.-15.  | Volta a la Gran Bretanya                        | Regne Unit    | 2.1    | Romain Feillu                     | Agritubel                             |
| 11.-16. | Volta a Croàcia                                 | Croàcia       | 2.2    | Radoslav Rogina                   | Perutnina Ptuj                        |
| 15.     | París-Brussel·les                               | Bèlgica       | 1.HC   | Robbie McEwen                     | Predictor-Lotto                       |
| 15.     | Praga-Karlovy Vary-Praga                        | Txèquia       | 1.2    | Stanislav Kozubek                 | PSK Whirlpool-Hradec Králové          |
| 16.     | Chrono champenois                               | França        | 1.2    | Cameron Wurf                      | Austràlia                             |
| 16.     | Gran Premi de Fourmies                          | França        | 1.HC   | Peter Velits                      | Wiesenhof-Felt                        |
| 16.     | Volta a Nuremberg                               | Alemanya      | 1.1    | Fabian Wegmann                    | Gerolsteiner                          |
| 16.     | Trofeu Gianfranco Bianchin                      | Itàlia        | 1.2    | Americo Novembrini                | Massi Équipe                          |
| 16.-19. | Gran Premi de Valònia                           | Bèlgica       | 1.1    | Bert De Waele                     | Landbouwkrediet-Tönissteiner          |
| 19.-23. | Drei-Länder-Tour                                | Alemanya      | 2.1    | Thomas Dekker                     | Rabobank                              |
| 21.     | Campionat de Flandes                            | Bèlgica       | 1.1    | Baden Cooke                       | Unibet.com                            |
| 21.     | Tour de la Somme                                | França        | 1.1    | Christophe Riblon                 | Ag2r Prévoyance                       |
| 22.     | Giro del Canavese                               | Itàlia        | 1.2U   | Marco Frapporti                   | MX3 CC Cremonese Arvedi Unide         |
| 22.     | Gran Premi Città di Misano-Adriatico            | Itàlia        | 1.1    | Danilo Napolitano                 | Lampre-Fondital                       |
| 22.     | Tour de Rijke                                   | Països Baixos | 1.1    | Gert Steegmans                    | Quick Step-Innergetic                 |
| 23.     | Duo normand                                     | França        | 1.2    | Bradley Wiggins · Michiel Elijzen | Cofidis                               |
| 23.     | Gran Premi d'Isbergues                          | França        | 1.1    | Martin Elmiger                    | Ag2r Prévoyance                       |
| 23.     | Gran Premi de la Indústria i el Comerç de Prato | Itàlia        | 1.1    | Filippo Pozzato                   | Liquigas                              |
| 25.     | Ruota d'Oro                                     | Itàlia        | 1.2    | Davide Bonucelli                  |                                       |
| 26.     | Omloop van het Houtland                         | Bèlgica       | 1.1    | Steven de Jongh                   | Quick Step-Innergetic                 |

### Octubre
| Data  | Cursa                                | País     | Cat. | Vencedor             | Equip                                  |
| ----- | ------------------------------------ | -------- | ---- | -------------------- | -------------------------------------- |
| 2.    | Omloop van de Vlaamse Scheldeboorden | Bèlgica  | 1.1  | Steven de Jongh      | Quick Step-Innergetic                  |
| 3.    | Münsterland Giro                     | Alemanya | 1.1  | Jos van Emden        | Rabobank Continental                   |
| 4.-7. | Circuit franco-belga                 | Bèlgica  | 2.1  | Gert Steegmans       | Quick Step-Innergetic                  |
| 6.    | Memorial Cimurri                     | Itàlia   | 1.1  | Leonardo Bertagnolli | Liquigas                               |
| 6.    | Piccolo Giro di Lombardia            | Itàlia   | 1.2  | Marco Frapporti      | Unidelta-Acc.Arvedi-Bottoli            |
| 9.    | Monte Paschi Eroica                  | Itàlia   | 1.1  | Aleksandr Kólobnev   | Team CSC                               |
| 11.   | Coppa Sabatini                       | Itàlia   | 1.1  | Giovanni Visconti    | Quick Step-Innergetic                  |
| 11.   | París-Bourges                        | França   | 1.1  | Romain Feillu        | Agritubel                              |
| 13.   | Giro de l'Emília                     | Itàlia   | 1.HC | Fränk Schleck        | Team CSC                               |
| 14.   | Gran Premi Bruno Beghelli            | Itàlia   | 1.1  | Damiano Cunego       | Lampre-Fondital                        |
| 14.   | París-Tours sub-23                   | França   | 1.2U | Jürgen Roelandts     | Davitamon-Win for Life-Jong Vlaanderen |
| 16.   | Premi Nacional de Clausura           | Bèlgica  | 1.1  | Floris Goesinnen     | Skil-Shimano                           |

### Proves anul·lades
| Data | Cursa | País | Cat. | Causa |
| ---- | ----- | ---- | ---- | ----- |

## Classificacions
- Font: UCI Europa Tour Arxivat 2016-03-12 a Wayback Machine.

| #   | Ciclista                    | Equip                        | Pts.  |
| --- | --------------------------- | ---------------------------- | ----- |
| 1.  | Alessandro Bertolini (ITA)  | Serramenti PVC Diquigiovanni | 633   |
| 2.  | Luca Mazzanti (ITA)         | Ceramiche Panaria-Navigare   | 462   |
| 3.  | Martijn Maaskant (NED)      | Rabobank Continental         | 449   |
| 4.  | Stefan van Dijk (NED)       | Wiesenhof-Felt               | 447   |
| 5.  | Edvald Boasson Hagen (NOR)* | Team Maxbo Bianchi           | 405   |
| 6.  | Romain Feillu (FRA)         | Agritubel                    | 384   |
| 7.  | Xavier Tondo (CAT)          | LA-MSS                       | 373   |
| 8.  | Cândido Barbosa (POR)       | Liberty Seguros              | 372   |
| 9.  | Janek Tombak (EST)          | Jartazi-Promo Fashion        | 363   |
| 10. | Robert Hunter (RSA)         | Barloworld                   | 361   |
| 11. | Mikhaïl Ignàtiev (RUS)*     | Tinkoff Credit Systems       | 349,5 |
| 12. | Radoslav Rogina (CRO)       | Perutnina Ptuj               | 329   |
| 13. | Steffen Radochla (GER)      | Wiesenhof-Felt               | 308   |
| 14. | Lars Boom (NED)*            | Rabobank Continental         | 306   |
| 15. | Tomasz Kiendyś (POL)        | CCC Polsat-Polkowice         | 300   |
| 16. | Andy Cappelle (BEL)         | Landbouwkrediet-Tönissteiner | 299   |
| 17. | Bert De Waele (BEL)         | Landbouwkrediet-Tönissteiner | 291   |
| 18. | Borut Božič (SLO)           | Team LPR                     | 288   |
| 19. | Eladio Jiménez (ESP)        | Karpin Galicia               | 282   |
| 20. | Christian Pfannberger (AUT) | Elk Haus-Simplon             | 274   |

| #   | Ciclista                              | País          | Pts.   |
| --- | ------------------------------------- | ------------- | ------ |
| 1.  | Rabobank Continental                  | Països Baixos | 1552   |
| 2.  | Barloworld                            | Regne Unit    | 1438   |
| 3.  | Ceramiche Panaria-Navigare            | Irlanda       | 1437   |
| 4.  | Wiesenhof-Felt                        | Alemanya      | 1355   |
| 5.  | Team LPR                              | Suïssa        | 1277   |
| 6.  | Tinkoff Credit Systems                | Itàlia        | 1237,5 |
| 7.  | Agritubel                             | França        | 1215   |
| 8.  | Tenax                                 | Irlanda       | 1143   |
| 9.  | Relax-GAM                             | Espanya       | 1114   |
| 10. | Perutnina Ptuj                        | Eslovènia     | 1113   |
| 11. | Landbouwkrediet-Tönissteiner          | Bèlgica       | 1072   |
| 12. | Serramenti PVC Diquigiovanni          | Veneçuela     | 1040   |
| 13. | Skil-Shimano                          | Països Baixos | 1031   |
| 14. | CCC Polsat-Polkowice                  | Polònia       | 998    |
| 15. | Jartazi-Promo Fashion                 | Bèlgica       | 962    |
| 16. | DHL-Author                            | Polònia       | 903    |
| 17. | Chocolade Jacques-Topsport Vlaanderen | Bèlgica       | 863    |
| 18. | Liberty Seguros                       | Portugal      | 849    |
| 19. | Acqua & Sapone                        | Itàlia        | 833,6  |
| 20. | Elk Haus-Simplon                      | Àustria       | 770    |

| #   | País          | Pts.   |
| --- | ------------- | ------ |
| 1.  | Itàlia        | 2868,4 |
| 2.  | Espanya       | 2475   |
| 3.  | Països Baixos | 2425   |
| 4.  | Rússia        | 2031,5 |
| 5.  | Bèlgica       | 1741   |
| 6.  | Polònia       | 1725   |
| 7.  | França        | 1623   |
| 8.  | Eslovènia     | 1542   |
| 9.  | Alemanya      | 1485   |
| 10. | Portugal      | 1357   |
| 11. | Ucraïna       | 1175   |
| 12. | Eslovàquia    | 1006   |
| 13. | Croàcia       | 977    |
| 14. | Dinamarca     | 942    |
| 15. | Belarús       | 876,3  |
| 16. | Àustria       | 847    |
| 17. | Noruega       | 770    |
| 18. | Estònia       | 723    |
| 19. | Lituània      | 674    |
| 20. | Bulgària      | 637    |

| #   | País (Sub-23) | Pts.   |
| --- | ------------- | ------ |
| 1.  | Rússia        | 1372   |
| 2.  | Països Baixos | 1017   |
| 3.  | Itàlia        | 926    |
| 4.  | França        | 695    |
| 5.  | Bèlgica       | 632    |
| 6.  | Alemanya      | 579,75 |
| 7.  | Eslovènia     | 558    |
| 8.  | Noruega       | 503    |
| 9.  | Dinamarca     | 457    |
| 10. | Lituània      | 442    |
| 11. | Eslovàquia    | 422    |
| 12. | Polònia       | 419    |
| 13. | Portugal      | 396    |
| 14. | Suïssa        | 293    |
| 15. | Letònia       | 205    |
| 16. | Moldàvia      | 192    |
| 17. | Hongria       | 179    |
| 18. | Espanya       | 171,5  |
| 19. | Luxemburg     | 169    |
| 20. | Ucraïna       | 165    |